# Rodoric
Rodoric é um queijo maturado, feito de leite de  cabra não pasteurizado, tradicionalmente maturado em cavernas úmidas. O processo de fabricação é muito similar ao do Maroilles ou do Herve, mas o uso de leite de cabra ao invés de vaca o torna único. É proveniente de Liège, na região da Valônia,  Bélgica. Quando oRodoric é jovem, o sabor do seu interior é suave, tornando-se mais picante com o tempo. Por seu sabor muito forte, o queijo é melhor saboreado com pão preto e cerveja.  É considerado um queijo raro, mesmo na Bélgica.